# Tatjana Georgijevna Ivanova
Tatjana Georgijevna Ivanova (ryska: Татьяна Георгиевна Иванова), född 1940, är en sovjetisk tidigare politiker.
Hon var vice ordförande för Högsta Sovjets presidium 1985–1990. 